# مغالطه علت شمردن همبستگی

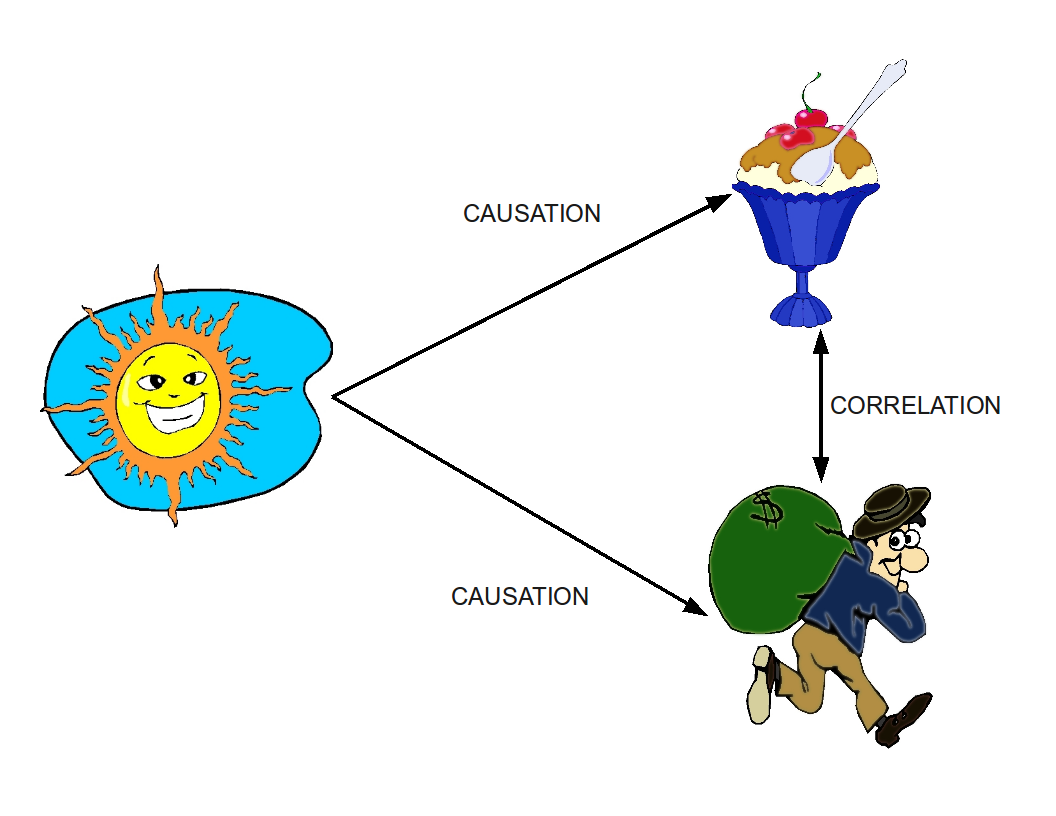
مثال همبستگی در مغالطه

مغالطه علت شمردن مقارن یا تسبیب مایقارن در منطق سنتی، از مغالطه‌های مشهور است که از این پیش‌فرض نادرست ناشی می‌شود که هرگاه دو رویداد با هم اتفاق بیافتند، می‌توان یکی از آن دو را علت دیگری دانست. این مغالطه، نوعی کج‌فکری در فهم علیت است زیرا چه بسا که هم‌زمانی دو حادثه برای این است که علت سومی سبب پیدایش آن‌ها می‌گردد، یا دو حادثه هم‌زمان رخ می‌دهند، ولی هیچ ارتباط علّی میان آن‌ها برقرار نیست. تحقیقات آماری نیز در این زمینه‌ها، می‌تواند مغالطه‌آمیز باشد.
- آمار نشان می‌دهد که عبور از یک کوچه باعث افزایش احتمال سرطان می‌شود.

نقد: شاید علت افزایش احتمال سرطان وجود سیگارفروشی در انتهای آن کوچه‌است و عبور از یک کوچه به خودی خود رابطه علّی با سرطان ندارد.
- آمار نشان می‌دهد که انتخابات باعث افزایش خرید و فروش در بازار می‌شود.

نقد: شاید علت معامله بیشتر این است که دولت برای ترغیب مردم به شرکت در انتخابات، در آن روزها مالیات‌ها را کاهش می‌دهد و حقوق کارمندان را به موقع پرداخت می‌کند و این‌ها سبب افزایش خرید و فروش می‌شوند. به هرحال این آمار بیانگر علیت نیست.